# Alex Dupont
Alex Dupont (Dunkerque, 30 giugno 1954 – La Turbie, 1º agosto 2020) è stato un calciatore, allenatore di calcio e dirigente sportivo francese, di ruolo centrocampista.

## Palmarès

### Allenatore

#### Competizioni nazionali
- Coppa di Lega francese: 1

Gueugnon: 1999-2000

#### Individuale
- Allenatore francese dell'anno: 1

2000